# Crônica (Jerônimo)
Crônica (Chronicon ou Temporum liber) é um livro de Jerónimo de Estridão que procura listar todos os eventos da história em ordem cronológica. Foi composta em 380, em Constantinopla, e baseada na "Crônica", de Eusébio de Cesareia. Jerônimo tenta, com ela, unificar dados históricos, dados da mitologia grega e dados da Bíblia numa única história da humanidade.